# Mesopelex zelandica
Mesopelex zelandica är en snäckart som beskrevs av B.A. Marshall 1986. Mesopelex zelandica ingår i släktet Mesopelex och familjen Pseudococculinidae. Inga underarter finns listade i Catalogue of Life.